# Tenuiphantes tenuis
Tenuiphantes tenuis es una especie de araña araneomorfa del género Tenuiphantes, familia Linyphiidae. La especie fue descrita científicamente por Blackwall en 1852.
La longitud del cuerpo del macho es de 2-3,2 milímetros y de la hembra 2-4,3 milímetros. La especie se distribuye por Macaronesia, África del Norte, Europa, Turquía, Cáucaso, Rusia (Europa a Siberia del Sur), Irán, Kazajistán y Asia Central. Introducido en Canadá, Estados Unidos, Chile, Argentina y Nueva Zelanda.